# ソウル江南警察署
ソウル江南警察署（ソウルカンナムけいさつしょ）は、ソウル地方警察庁所管の警察署である。韓国の警察ドラマのモデルとしてよく使われている。

## 管轄区域
- 江南区のうちテヘラン路より北側

## 沿革
- 1976年12月20日 - 東部警察署から分離
- 2006年3月1日 - 当警察署が管轄している1地区隊、1派出所、4治安センターをソウル水西警察署の管轄へ。
- 2014年8月25日 - 庁舎建て替えに基づいて旧韓国鑑定院ビルに一時移転。
- 2017年9月7日 - ソウル特別市江南区大峙洞998（江南区テヘラン路114キル11）の位置に新築移転。

## 組織
- 警察署長（総警）
- 聴聞監査官
  - 聴聞監査室
- 112総合状況室
- 警務課
  - 警務係
  - 経理係
  - 情報化装備係
- 生活安全課
  - 生活安全係
  - 生活秩序係
- 女性青少年課
  - 女性青少年係
  - 女性捜査部第1〜4チーム（失踪者捜査チーム）
- 経済犯罪捜査課
  - 経済第1〜7チーム
  - 不正詐欺の専門チーム
- 知能犯罪捜査課
  - 捜査支援チーム
  - 知能チーム
  - サイバー捜査チーム
- 刑事課
  - 刑事支援チーム
  - 刑事第1〜4チーム
  - 強力捜査（凶悪犯罪、強行犯捜査係）第1〜6チーム
  - 麻薬捜査チーム
  - 生活犯罪捜査チーム
- 交通課
  - 交通管理係
  - 交通調査係（調査第1〜4チーム）
  - 交通安全係（安全第1〜4チーム）
  - 交通犯罪捜査チーム
- 経費課
  - 経費係
  - 防犯巡察隊
- 保安課
  - 保安係
  - 外事係
- 情報課
  - 情報第1係
  - 情報第2係

## 管轄地区隊
- 駅三地区隊

## 管轄派出所
- 論峴1派出所
- 論峴2派出所
- 三成派出所
- 清潭派出所
- 新沙派出所
- 狎鴎亭派出所